# Otites centralis
Otites centralis är en tvåvingeart som först beskrevs av Fabricius 1805.  Otites centralis ingår i släktet Otites och familjen fläckflugor. Arten är reproducerande i Sverige. Inga underarter finns listade i Catalogue of Life.